# Godech (huyện)
Godech là một huyện thuộc tỉnh Sofia, Bungaria. Dân số thời điểm năm 2001 là 6604 người.